# Anagyrus beneficians
Anagyrus beneficians är en stekelart som beskrevs av Compere 1943. Anagyrus beneficians ingår i släktet Anagyrus och familjen sköldlussteklar. Inga underarter finns listade i Catalogue of Life.